# Литтл-Пенгелли, Эмма
Эмма Литтл-Пенгелли (англ. Emma Little-Pengelly, урождённая Литтл; род. 31 декабря 1979, Маркетхилл, Арма) — североирландский барристер, политический и государственный деятель. Член Демократической юнионистской партии. Замещающий первый министр Северной Ирландии с 3 февраля 2024 года. Депутат Ассамблеи Северной Ирландии от Лаган-Вэлли с 2022 года. В прошлом — член Парламента Великобритании от Южного Белфаста (2017—2019), депутат Ассамблеи Северной Ирландии от Южного Белфаста (2015—2017).

## Биография
Родилась 31 декабря 1979 года в Маркетхилле в графстве Арма.
Её отец Ноэль Литтл (Noel Little) был солдатом Ольстерского оборонного полка, созданного юнионистским правительством по образцу так называемых «специальных сил Б», и одним из лидеров Ольстерского движения сопротивления, военизированного крыла Демократической юнионистской партии, созданного после подписания англо-ирландского соглашения в Хиллсборо в 1985 году. Он был арестован вместе с двумя другими ольстерцами, южноафриканским дипломатом и американским торговцем оружием в отеле «Хилтон» в Париже 21 апреля 1989 года по подозрению в покупке оружия, поставляемого из ЮАР, в обмен на ракетные технологии, похищенные со склада территориальной армии в Ньютаунардсе и с завода Short в Белфасте. В октябре 1991 года после более чем двух лет предварительного заключения арестованные были приговорены к условным срокам и штрафам. В 1996 году Литтл участвовал в беспорядках, связанных с традиционным маршем-парадом протестантского Оранжевого ордена из Портадауна до протестанской церкви в Драмкри.
Училась в школе в Маркетхилле, колледже в Портадауне и Университете Квинс в Белфасте. В 2003 году получила квалификацию барристера.
С 2007 года являлась специальным советником (SpAd) в аппарате первого министра Северной Ирландии Иана Пейсли и его преемника Питера Робинсона. 
28 сентября 2015 года заняла место Джимми Спратта, депутата Ассамблеи Северной Ирландии от Южного Белфаста, который ушёл в отставку по состоянию здоровья. Была членом Комитета по финансам и кадрам, а затем с 28 октября — младшим министром в аппарате первого министра и замещающего первого министра Северной Ирландии.
Баллотировалась на выборах 5 мая 2016 года в округе Южный Белфаст и была избрана. Была председателем Комитета по финансам и членом Комитета по стандартам и привилегиям. Исполняла обязанности до роспуска Ассамблеи 25 января 2017 года после отставки замещающего первого министра Северной Ирландии Мартина Макгиннесса («Шинн Фейн»).
По результатам парламентских выборов 8 июня 2017 года избрана членом Парламента Великобритании от Южного Дублина, выиграв выборы у Аласдера Макдоннелла из Социал-демократической и лейбористской партии. Была членом Комитета по международной торговле и Комитета по контролю за экспортом оружия. На следующих выборах 12 декабря 2019 года проиграла Клэр Ханна из Социал-демократической и лейбористской партии.
По результатам региональных выборов 5 мая 2022 года, которые впервые выиграла национал-республиканская партия «Шинн Фейн», лидер Демократической юнионистской партии Джеффри Дональдсон был избран депутатом Ассамблеи Северной Ирландии от Лаган-Вэлли, но отказался от мандата из-за несогласия с так называемым североирландским протоколом, подписанным в рамках соглашения о Brexit. Согласно торговому соглашению, заключенному в декабре 2020 года и вступившему в силу в январе 2021 года, Северная Ирландия осталась членом Таможенного союза Европейского союза, что осложнило перевозку товаров в Северную Ирландию из Великобритании и вызвало недовольство местного населения. 13 мая освободившееся место заняла Эмма Литтл-Пенгелли.
Проигравшая выборы Демократическая юнионистская партия настаивала на пересмотре протокола 2021 года и отказывалась назначать замещающего первого министра. Из бойкота ДЮП отсутствовал функционирующий Исполнительный комитет. В январе 2024 года правительство Великобритании представило план по восстановлению работы правительства Северной Ирландии. Лидер Демократической юнионистской партии Джеффри Дональдсон согласился с ним, однако отказался от роли замещающего министра. 3 февраля глава «Шинн Фейн» в Северной Ирландии Мишель О’Нил назначена первым министром Северной Ирландии. По принципу разделения власти между националистами и юнионистами Эмма Литтл-Пенгелли назначена замещающим первым министром Северной Ирландии. Мишель О’Нил стала первым националистом, а Эмма Литтл-Пенгелли — первым юнионистом на должности.

## Личная жизнь
Вышла замуж за Ричарда Пингелли (Richard Pengelly), который является постоянным секретарём Министерства юстиции Северной Ирландии с 2022 года. У Ричарда Пингелли трое сыновей от предыдущего брака.